# 居辛
居辛（德語：Güssing，德語發音：[ˈɡʏsɪŋ] ⓘ）是奥地利布尔根兰州居辛县的一个市镇。总面积49.28平方公里，总人口3764人，人口密度76.4人/平方公里（2011年）。